# Don't Stay
『Don't Stay』（ドント ステイ）は、玉置成実のデビュー5周年を記念した4枚目のオリジナルアルバム。デビューシングル発売日から5年後の2008年4月23日に発売された。発売元はソニー・ミュージックレコーズ。

## 概要
- 以前から楽曲を多数提供している齋藤真也・大谷靖夫による楽曲が収録されている。
- 玉置成実のアルバムでは初めてシングルのカップリング曲が収録されていない。
- 前作に引き続き、1曲目はインストになっているが、これまでのオリジナルアルバムと異なり、2曲目は新曲となっている。（前3枚とも2曲目はガンダムSEEDシリーズの主題歌となっていた）
- また、本作以降はベストアルバムやコンセプトアルバムを除いて、ガンダム関連の楽曲が皆無となる他、オリジナルアルバムとしては本作がソニー・ミュージック・レコーズ時代最後の作品となる。
- 最後のトラックにリミックス曲が入ったのは、2枚目「Make Progress」以来。

## 収録曲

### Disc 1 / CD
| #         | タイトル                                                          | 作詞                 | 作曲                   | 編曲                   | 時間  |
| --------- | ----------------------------------------------------------------- | -------------------- | ---------------------- | ---------------------- | ----- |
| 1.        | 「Don't Stay ～inst～」                                           | -                    | 前口渉                 | 前口渉                 | 1:50  |
| 2.        | 「visualize」                                                     | 辻純更               | 草野よしひろ           | 草野よしひろ・谷口浩司 | 3:59  |
| 3.        | 「Together」                                                      | 小間浩子             | 鶴田勇気               | 矢崎俊輔               | 4:28  |
| 4.        | 「Brightdown」                                                    | 藤末樹               | 藤末樹                 | nishi-ken              | 3:55  |
| 5.        | 「hitchHIKER produced by Marty Friedman」                         | 夏野芹子             | マーティ・フリードマン | マーティ・フリードマン | 4:10  |
| 6.        | 「Speedway」                                                      | mavie                | 重永亮介               | 齋藤真也               | 3:19  |
| 7.        | 「Station」                                                       | Tatsushi Nakamura    | y@suo ohtani           | 渡辺徹                 | 5:00  |
| 8.        | 「Promise」                                                       | 六ツ見純代・山口寛雄 | 山口寛雄               | 家原正樹               | 4:25  |
| 9.        | 「re-birth」                                                      | 谷藤律子             | 藤末樹                 | 齋藤真也               | 4:08  |
| 10.       | 「ごきげんだぜっ! 〜Nothing But Something〜 feat. KEN (DA PUMP)」 | 富樫明生             | 富樫明生               | 富樫明生               | 4:13  |
| 11.       | 「EDEN」                                                          | 島崎貴光             | 島崎貴光               | 島崎貴光               | 4:19  |
| 12.       | 「CROSS SEASON -After Graduation Mix-」                           | 麻倉真琴             | 浅倉大介               | 浅倉大介               | 5:28  |
| 13.       | 「423」                                                           | 玉置成実             | 杉田陽平               | 加藤大祐               | 4:05  |
| 14.       | 「MY WAY Reproduction -Original Mix-」                            | 金子理佳             | Tomo.                  | Tomo.                  | 4:33  |
| 合計時間: | 合計時間:                                                         | 合計時間:            | 合計時間:              | 合計時間:              | 57:52 |

### Disc 2 / DVD（初回限定盤のみ）
| #  | タイトル                                                                     | 作詞 | 作曲・編曲 |
| -- | ---------------------------------------------------------------------------- | ---- | ---------- |
| 1. | 「CROSS SEASON」(Music Clip)                                                 |      |            |
| 2. | 「Brightdown」(Music Clip)                                                   |      |            |
| 3. | 「Promise」(Music Clip)                                                      |      |            |
| 4. | 「ごきげんだぜっ! ～Nothing But Something～ feat.KEN (DA PUMP)」(Music Clip) |      |            |
| 5. | 「5th Anniversary Special Interview」                                        |      |            |
| 6. | 「玉置成実 in U.S.A 〜19日間密着ドキュメント～」                             |      |            |

### 楽曲解説
1. Don't Stay ～inst～
インスト曲。
2. visualize
10thシングルの両A面2曲目「Sunrize」と同じ作家陣による楽曲。
3. Together
日本テレビ系「NNN Newsリアルタイム」リアルSPORTSテーマソング。
4. Brightdown
14thシングル。
5. hitchHIKER produced by Marty Friedman
元メガデスのマーティ・フリードマンをサウンドプロデューサーに迎えた。
6. Speedway
久々の齋藤真也による楽曲。
7. Station
8. Promise
15thシングル。
9. re-birth
10. ごきげんだぜっ! 〜Nothing But Something〜 feat. KEN (DA PUMP)
DA PUMPのカバー（正確にはDA PUMPがm.c.A・Tの原曲をカバーした。）でDA PUMPのメンバー・KENをラップに迎えた作品。玉置がダンスを始めるきっかけとなった楽曲。原曲と同じくm.c.A・Tこと富樫明生がアレンジ・プロデュースを手掛けている。奇遇にも１日違いで丁度このアルバムの発売日が原曲から10年先であった。
11. EDEN
12. CROSS SEASON -After Graduation Mix-
13thシングルの表題曲のアルバムバージョン。
13. 423
デビュー5周年を記念する楽曲。
14. MY WAY Reproduction -Original Mix-
10thシングル「MY WAY」の別バージョン。レコーディング当初使われたアレンジのものとなっている。ギターには浜崎あゆみなどの楽曲を手掛ける清水武仁が参加している。